# Margarita Tjernousova
Margarita Sergejevna Tjernousova (ryska: Маргарита Сергеевна Черноусова), född Lomova den 24 mars 1996, är en rysk sportskytt.

## Karriär
Tjernousova tävlade för ROC vid olympiska sommarspelen 2020 i Tokyo, där hon slutade på 15:e plats i den mixade lagtävlingen i 10 meter luftpistol tillsammans med Anton Aristarchov. Individuellt slutade Tjernousova även på 19:e plats i 25 meter pistol och på 35:e plats i 10 meter luftpistol.